# Нуньо II Мендес
Ну́ньо II Ме́ндес, Ну́ну Ме́ндеш (исп. Nuño Méndez, порт. Nuno Mendes; ум. 17 февраля 1071, Кинта-де-Педрозу, Португалия) — 7-й и последний граф Портукале с 24 декабря 1054 года, из дома Вимары Переса. Сын графа Мендо III Нуньеса, которому наследовал в 1054 году. Его стремление к большей автономии Португалии от королевства Галисии привело к столкновению с королём Гарсией I и утрате Португалией независимости в 1071 году. Погиб в битве при Педрозу, положившей конец амбициям португальских баронов и прекратившей существование Первого графства Португалия (868—1071), включенного в состав Галисии.

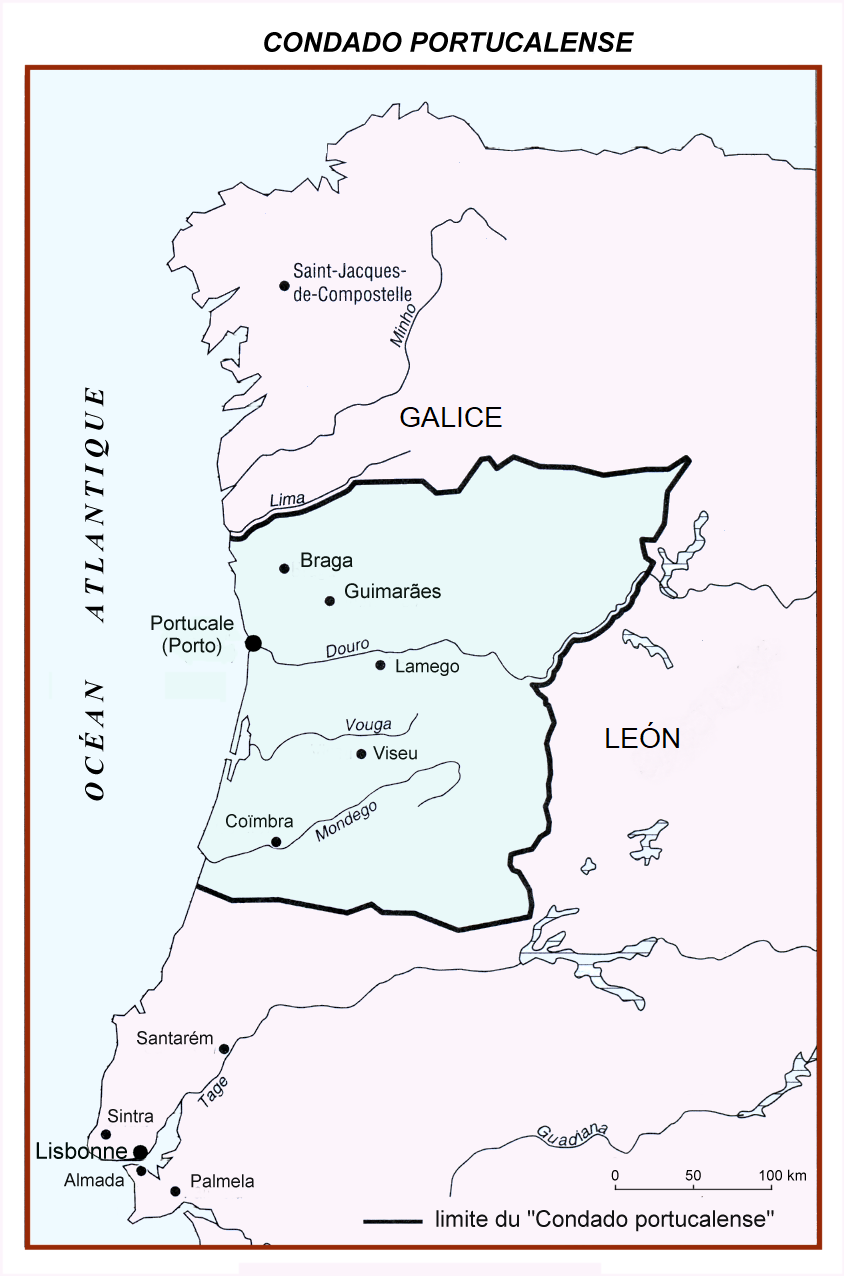
Первое графство Португалия в 1070 году

## Биография
Нуньо Мендес вступил в управление графством в 1054 году, после насильственной смерти своего отца, обстоятельства которой хрониками не уточняются, имя его матери неизвестно. Возможно, что на момент смерти отца Нуньо был малолетним и некоторое время находился под опекой бабки — Ильдуары Мендес до её смерти ок. 1058 года. Нуньо осуществлял традиционный для графов Португалии, начиная с Мендо (Менендо) II Гонсалеса, патронаж монастыря в Гимарайнше, основанного ок. 959 года Мумадоной Диас. Известно, что он владел имениями и землями в Ногейре, Санта-Текле, Дадине, Керкуэде, Гуалтаре и Барруше, которые, вероятно, были конфискованы после его поражения, а впоследствии дарованы королём Альфонсо VI графу Коимбры Сиснандо Давидесу.
Впервые он упоминается среди членов королевского совета Фернандо I в Паленсии в 1059 году.
В 1055 году король Леона Фернандо I вступил в войну с тайфой Бадахос, в результате его походов христиане овладели городами Ламегу (взят 29 ноября 1057 года) и Визеу (взят 25 июля 1058 года) , вероятнее всего граф Нуньо принимал участие в этих сражениях, хотя напрямую хроники этого не подтверждают. Косвенным подтверждением его участия в этом этапе Реконкисты может служить тот факт, что большая часть войны велась войсками местных баронов в отсутствие короля Фернандо и, конечно, крупнейший феодал региона не мог остаться в стороне от этих событий. Другим доказательством может считаться основание графом ок. 1068 года монастыря Св. Мартинью в Карамуше (порт. S. Martinho De Caramos), между Гимарайншем и Амаранти в память победы над маврами, одержанной, как полагалось, при помощи этого святого.
В 1060 году война с мусульманами возобновилась, апогеем стало взятие после шестимесячной осады крупного города Коимбры (25 июля 1064 года), правителем города и прилегающего бассейна реки Мондегу король Фернандо поставил графа Сиснандо Давидеса в должности альгвасила. Отдав новые территории мосарабу король рассчитывал, что это назначение умиротворит обе враждующие стороны, христиан, знающих его как сподвижника знаменитого Сида Кампеадора, и мусульман, среди которых он вырос. С другой стороны, передача новых земель Давидесу, сделавшая его одним из сильнейших феодалов региона, но бывшего чужим старым португальским баронским домам, связанным многолетним соседством и брачными союзами, вызвала их недовольство и положила начало противостоянию Португалии и Леона. Вполне вероятно, что Фернандо I сознательно увеличивал влияние мелких землевладельцев (порт. infançoes) в ущерб власти графа, опасаясь его силы и стремления к автономии. Раздавая права на замки в отвоеванных у мусульман землях он создал в 1063—1065 годах значительную силу из лояльных Леону помещиков и церковных феодалов, что дало свои плоды в 1071 году, когда во время восстания графа Нуно граф Коимбры, архиепископ Браги и феодалы ведущих пяти семейств Португалии (Майя, Соуза, Браганса, Байан и Рибадору) сохранили верность королю Гарсие.

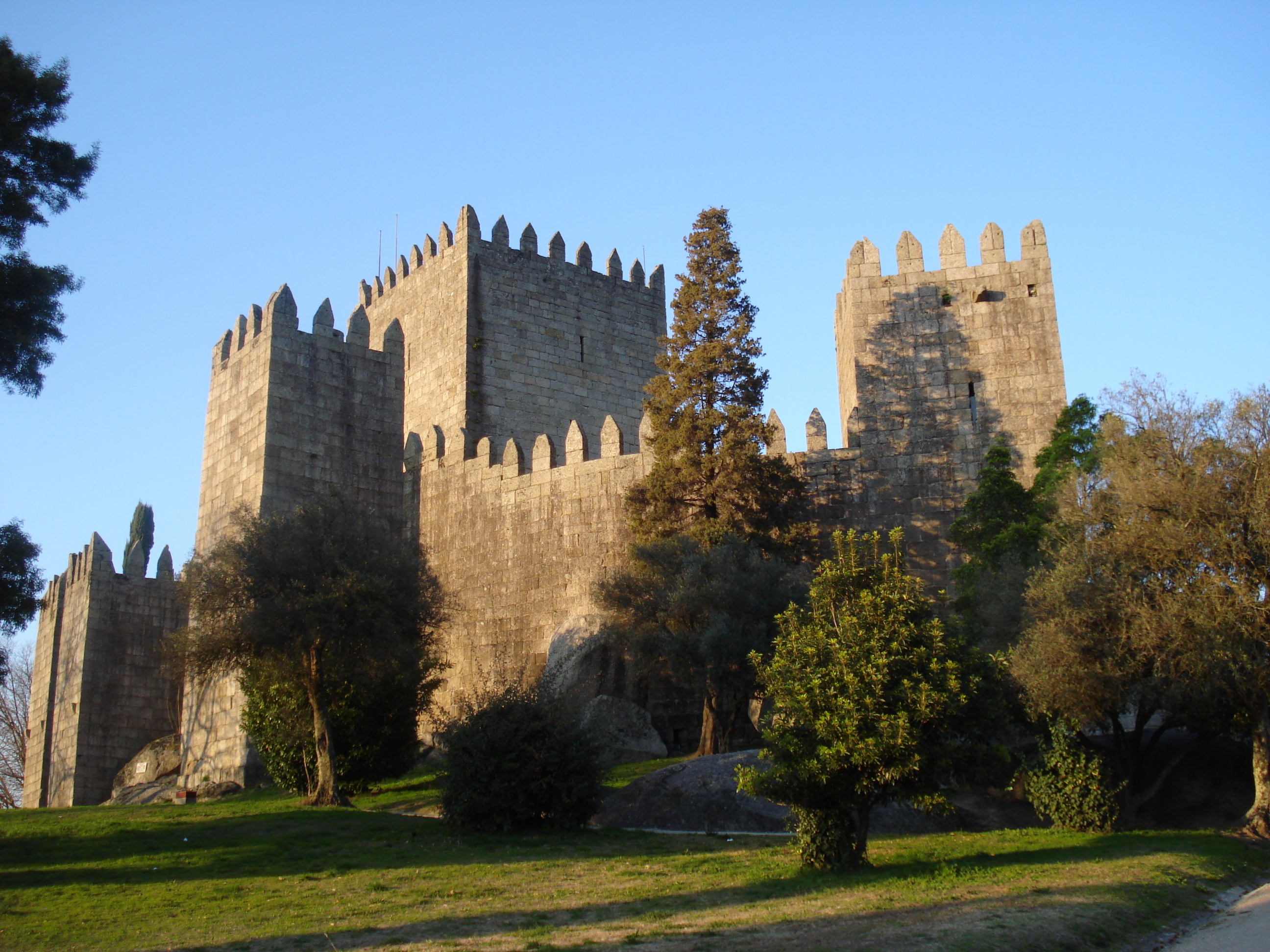
Замок Гимарайнш — одна из резиденций португальских графов

Король Фернандо скончался через год после взятия Коимбры в июне 1065 года, разделив своё обширное королевство между тремя сыновьями: Санчо получил Кастилию, Альфонсо — Леон и Астурию, Гарсия — Галисию и Португалию. Братья сохраняли видимость мира пока была жива их мать королева Санча, но после её кончины в 1067 году, немедленно вступили в борьбу за передел наследства. Пока Санчо и Альфонсо сражались, в королевстве Гарсии царил мир.

В 1070 году Нуньо Мендес упоминается с титулом графа, когда подтвердил пожертвование в монастырь, сделанное королём Гарсией I. В 1071 году, посчитав, что занятые междоусобной борьбой братья не придут на помощь галисийскому королю, граф Нуньо поднял восстание с целью отделения от Галисии. В середине зимы 1071 года Гарсия получил известия, что граф Нуно движется в направлении города Брага с отрядом из верных ему рыцарей. Гарсия выступил на встречу неприятелю, расположившемуся на берегу реки Каваду. Утром 17 февраля противники встретились на поле близ местечка Кинта-де-Педрозу (на территории современной фрегезии Парада-де-Тибайнш), во владениях монастыря Тибайнш. Мятежный граф был разбит Гарсией и погиб в бою, а его войско рассеялось, анонимный хронист так описывает это событие: 
Эра 1109 15-й день календ февраля: Португальский граф отложился от короля дона Гарсия, сына короля дона Фернандо; он направился на графа Нуньо Мендеса, который был убит, а все его люди бежали, и король Гарсия одержал победу над ними в месте под названием "Pertalini" между Брагой и рекой КавадоChronicon Lusitanum
Победитель графа — король Гарсия не успел насладиться плодами победы, так как уже в следующем году был арестован своим братом Альфонсо VI и провел остаток своих дней в заключении, вплоть до своей кончины в 1090 году. В 1094 году графство Португалия было восстановлено под властью Генриха Бургундского.

## Семья
Имя супруги графа Нуньо известно благодаря документу, хранящемуся в окружном архиве города Брага (порт. Arquivo Distrital de Braga) под № 253, — это грамота от 17 февраля 1071 года о пожаловании в дар монастырю Св. Антониу Барбуду (Антоний Великий) в Вила-Верди усадьбы в Луйване (в соседней фрегезии Лаже), с видом на реку Каваду, от имени графа Нуньо Мендеса и графини Гонсины. Этот документ позволил, кроме того, установить дату сражения при Педрозу, которое хроники датируют 18 января 1071 года, пожертвование доказывает, что битва произошла на месяц позже упомянутой даты.
Достоверно известно о рождении в этом браке как минимум одного ребёнка — дочери Лобы Ауревелидо Нуньес, ставшей женой (вероятно второй) графа Коимбры Сиснандо Давидеса. От этого союза родилась Эльвира Сиснандес, жена Мартина Мониса, сына Муньо Фромаригеса, из знатной португальской семьи помещиков Рибадору, сменившего Сиснандо в управлении графством.
Также он может быть отцом графа Гомеса Нуньеса де Ромбэйро (исп. Pombeiro), хотя по данным португальских источников граф Гомес был сыном графа Нуньо Веласкеса (или Вашкеша). Однако Нуньо появляется в документе от 1070 года в монастыре Саагун (исп. Sahagún) со своей женой Фронильдой (исп. Fronilde) Санчес и всеми их детьми: Альфонсо, Meндо, Санчо и Эльвирой, но без упоминания о сыне с именем Гомес. Граф Фернандо Нуньес, брат графа Гомеса, также появляется со своей женой, в документе от 29 декабря 1127 года, сделав пожертвование собору Св. Мартиньо в Оренсе в виде шестой части владений монастыря Санта-Мария-де-Поркера, которая, как он сам говорит, унаследована от своей бабушки (исп. su abuela ) Гонсины и отца Нуньо Мендеса. Граф Гомес Нуньес также появляется в 1138 году принося в дар имущество, которое он унаследовал от графини Гонсины, «матери моего отца» и, несколькими годами ранее в 1126 году, он сделал ещё один дар аббатству Клюни, в котором он упоминает своего брата Фернандо Нуньеса. С учетом этих документов можно предположить, что Гонсина была не женой, а матерью графа Нуньо, либо они носили одинаковые имена.